# Le Joueur (suite d'orchestre)
Cet article concerne la Suite. Pour l'Opéra du même compositeur, voir Le Joueur (opéra).
Le Joueur sous-titrée quatre portraits opus 49 est une suite orchestrale tirée de l'opéra homonyme composé par Serge Prokofiev en 1915. La suite symphonique date de 1930.

## Mouvements
1. Alexis
2. Baboulinka (la grand-mère)
3. Le Général
4. Pauline
5. Dénouement

Durée d'exécution : 25 à 26 minutes.

## Instrumentation
- deux flûtes, deux hautbois, un cor anglais, deux bassons, un contrebasson, quatre cors, trois trompettes, trois trombones, un tuba, timbales, instruments de percussion, deux harpes, piano, cordes.

## Source
- François-René Tranchefort, Guide de la musique symphonique, éd.Fayard 1986, p. 599  (ISBN 2-213-01638-0)